# Anneau de Cabot

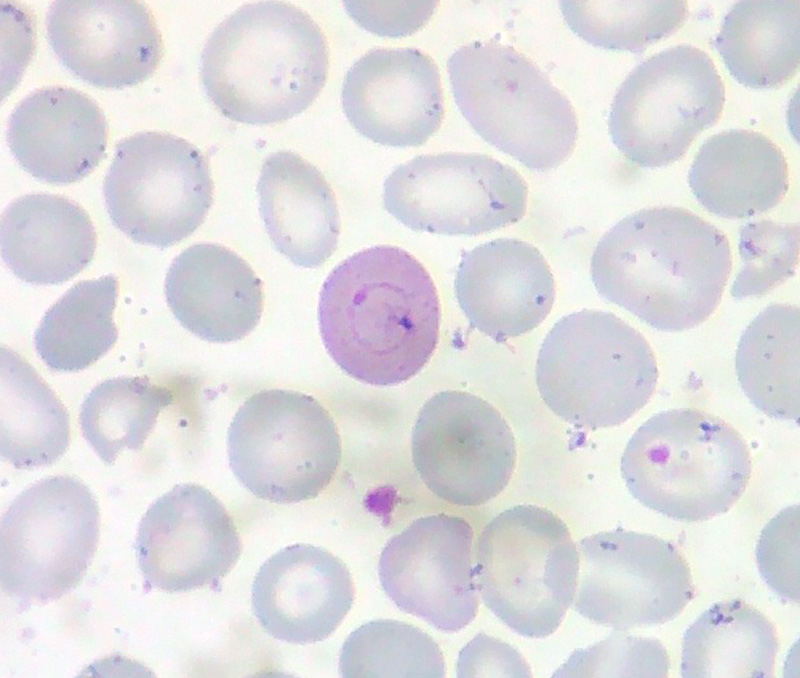
Au centre de l'image, grande hématie colorée en mauve contenant un Anneau de Cabot.

Pour les articles homonymes, voir Cabot.
L'anneau de Cabot est une structure cellulaire parfois présente dans le globule rouge et correspondant à des vestiges de fuseau mitotique.

## Histoire
L'anneau est décrit en 1903 par Richard Clarke Cabot (en) médecin américain et d'abord connu sous le nom de Cabot's ring body.

## Description
Il s'agit d'un inclusion cellulaire anormale en forme d'anneau, parfois tourné en huit ayant l'aspect de fins filaments rouge-violet formant un anneau ou une boucle à l'intérieur d'une hématie le plus souvent polychromatophile (souvent de pair avec une ponctuation basophile), correspondant à des reliquats des microtubules du fuseau mitotique,. Sauf situations exceptionnelles, leur nombre est toujours très faible, moins d'une hématie anormale pour 20 à 30 champs de microscope.

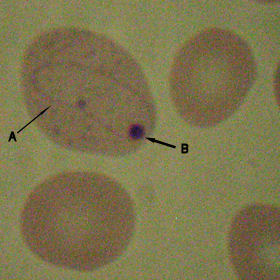
Hématie présentant en A un Anneau de Cabot et en B un Corps de Howell-Jolly.

## Signification pathologique
Ce type d'anomalies s’observe surtout lors d'anémies sévères, dans les grandes dysérythropoïèses (anémies mégaloblastiques, myélodysplasies, …), la splénomégalie myéloïde, en cas de saturnisme, et parfois chez les patients splénectomisés,.